# TestNG
TestNG est un framework pour effectuer des tests pour le langage de programmation Java, créé par Cédric Beust et inspiré par JUnit et NUnit. L'objectif de TestNG étant de couvrir un large spectre de catégories de tests unitaires, d'intégration, système et d'acceptation.